# Anemia nigerica
Anemia nigerica là một loài dương xỉ trong họ Anemiaceae. Loài này được Alston mô tả khoa học đầu tiên năm 1956.